# Renzo Santini
Renzo Santini (Ferrara, 16 agosto 1929 – Faenza, 3 luglio 2001) è stato un politico italiano.

## Biografia
Avvocato, segretario della Federazione del PSI di Ferrara, consigliere comunale ed assessore alla Pubblica istruzione, consigliere regionale nel 1970 ed assessore al Bilancio e programmazione, è stato eletto deputato e senatore rispettivamente nella IX e X legislatura.